# Archanara sparganoides
Archanara sparganoides là một loài bướm đêm trong họ Noctuidae.